# Lasioglossum alaicum
Lasioglossum alaicum är en biart som beskrevs av Pesenko 1986. Lasioglossum alaicum ingår i släktet smalbin, och familjen vägbin. Inga underarter finns listade i Catalogue of Life.